# لو رودس
لو رودس (انگلیسی: Lou Rhodes؛ زادهٔ ۱ نوامبر ۱۹۶۴) یک موسیقی‌دان اهل بریتانیا است. وی از سال ۱۹۹۶ میلادی تاکنون مشغول فعالیت بوده‌است.